# Bahnhof Frankfurt (Main) Mühlberg
Der Bahnhof Frankfurt (Main) Mühlberg ist ein Tunnelbahnhof der S-Bahn Rhein-Main im City-Tunnel Frankfurt im Süden von Frankfurt am Main, Stadtteil Sachsenhausen. Die Station wurde zusammen mit dem letzten, östlichen Abschnitt des City-Tunnels (genannt Tunnel Frankfurt-Mühlberg) 1992 eröffnet. Sie besteht aus zwei Gleisen, die an einem Mittelbahnsteig liegen.
Die Fahrtreppen sowie ein Aufzug, der zum Bahnsteig führt, liegen an der Offenbacher Landstraße. Es gibt noch einen direkten Zugang von einer benachbarten Straße an die Zwischenebene zwischen den Fahrtreppen.
Ähnlich wie an den anderen Frankfurter S-Bahn-Stationen sind die Wände des Bahnhofs mit zahlreichen Graffiti-Bildern bemalt.
Seit 2018 ist Frankfurt (Main) Mühlberg, genauso wie die übrigen Betriebsstellen im City-Tunnel, ein Bahnhofsteil des Frankfurter Hauptbahnhofs.

## Anbindung

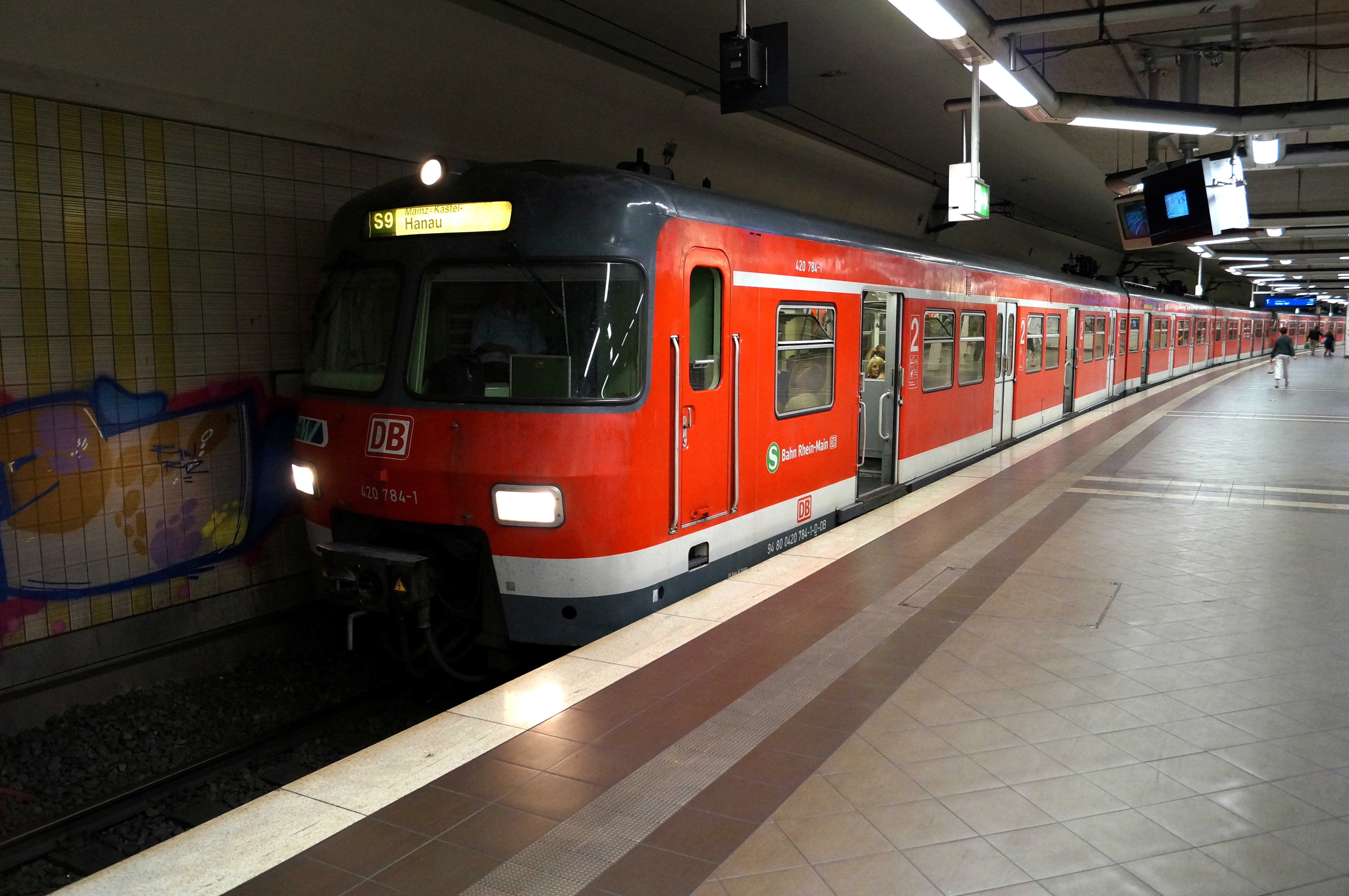
DB-Baureihe 420 der S-Bahn Rhein-Main in Frankfurt (Main) Mühlberg

Der Bahnhof wird ausschließlich von S-Bahn-Zügen der Linien S1, S2, S8 und S9 bedient.
| Linie                    | Verlauf | Takt                                                                                     |
| ------------------------ | --- | ---------------------------------------------------------------------------------------- |
| S1                       | Wiesbaden Hbf – Wiesbaden Ost – Mainz-Kastel – Hochheim (Main) – Flörsheim (Main) – Eddersheim – Hattersheim (Main) – Frankfurt-Sindlingen – Frankfurt-Höchst Farbwerke – Frankfurt-Höchst – Frankfurt-Nied – Frankfurt-Griesheim – Frankfurt (Main) Hbf tief – Frankfurt (Main) Taunusanlage – Frankfurt (Main) Hauptwache – Frankfurt (Main) Konstablerwache – Frankfurt (Main) Ostendstraße – Frankfurt (Main) Mühlberg – Offenbach-Kaiserlei – Offenbach Ledermuseum – Offenbach Marktplatz – Offenbach (Main) Ost – Offenbach-Bieber – Offenbach-Waldhof – Obertshausen – Rodgau-Weiskirchen – Rodgau-Hainhausen – Rodgau-Jügesheim – Rodgau-Dudenhofen – Rodgau-Nieder-Roden – Rodgau-Rollwald – Rödermark-Ober Roden | 30 min 15 min (Hochheim–Rödermark zur HVZ und Flörsheim–Offenbach Ost werktags tagsüber) |
| S2                       | Niedernhausen (Taunus) – Niederjosbach – Bremthal – Eppstein – Lorsbach – Hofheim (Taunus) – Kriftel – Frankfurt-Zeilsheim – Frankfurt-Höchst Farbwerke – Frankfurt-Höchst – Frankfurt-Nied – Frankfurt-Griesheim – Frankfurt (Main) Hbf tief – Frankfurt (Main) Taunusanlage – Frankfurt (Main) Hauptwache – Frankfurt (Main) Konstablerwache – Frankfurt (Main) Ostendstraße – Frankfurt (Main) Mühlberg – Offenbach-Kaiserlei – Offenbach Ledermuseum – Offenbach Marktplatz – Offenbach (Main) Ost – Offenbach-Bieber – Heusenstamm – Dietzenbach-Steinberg – Dietzenbach Mitte – Dietzenbach Bhf | 30 min 15 min (zur HVZ)                                                                  |
| S8                       | Wiesbaden Hbf – Wiesbaden Ost – Mainz Nord – Mainz Hbf – Mainz Römisches Theater – Mainz-Gustavsburg – Mainz-Bischofsheim – Rüsselsheim Opelwerk – Rüsselsheim – Raunheim – Kelsterbach – Frankfurt am Main Flughafen Regionalbahnhof – Frankfurt (Main) Gateway Gardens – Frankfurt am Main Stadion – Frankfurt-Niederrad – Frankfurt (Main) Hbf tief – Frankfurt (Main) Taunusanlage – Frankfurt (Main) Hauptwache – Frankfurt (Main) Konstablerwache – Frankfurt (Main) Ostendstraße – Frankfurt (Main) Mühlberg – Offenbach-Kaiserlei – Offenbach Ledermuseum – Offenbach Marktplatz – Offenbach (Main) Ost (– Mühlheim (Main) – Mühlheim (Main) Dietesheim – Steinheim (Main) – Hanau Hbf) (nur HVZ)                   | 30 min                                                                                   |
| S9                       | Wiesbaden Hbf – Wiesbaden Ost – Mainz-Kastel – Mainz-Bischofsheim – Rüsselsheim Opelwerk – Rüsselsheim – Raunheim – Kelsterbach – Frankfurt am Main Flughafen Regionalbahnhof – Frankfurt (Main) Gateway Gardens – Frankfurt am Main Stadion – Frankfurt-Niederrad – Frankfurt (Main) Hbf tief – Frankfurt (Main) Taunusanlage – Frankfurt (Main) Hauptwache – Frankfurt (Main) Konstablerwache – Frankfurt (Main) Ostendstraße – Frankfurt (Main) Mühlberg – Offenbach-Kaiserlei – Offenbach Ledermuseum – Offenbach Marktplatz – Offenbach (Main) Ost – Mühlheim (Main) – Mühlheim (Main) Dietesheim – Steinheim (Main) – Hanau Hbf                                                                                       | 30 min                                                                                   |
| Stand: 15. Dezember 2024 | |                                                                                          |

Oberhalb des S-Bahn-Tiefbahnhofs liegt die Station Mühlberg der Linien 15 und 16 der Frankfurter Straßenbahn.
| Linie | Verlauf | Takt                                       |
| ----- | --- | ------------------------------------------ |
| 15    | Niederrad Haardtwaldplatz – Universitätsklinikum – Südbahnhof – Lokalbahnhof – Mühlberg – Oberrad – Offenbach Stadtgrenze                     | 10 min (nur HVZ)                           |
| 16    | Ginnheim Mitte – Bockenheimer Warte – Festhalle/Messe – Hauptbahnhof – Südbahnhof – Lokalbahnhof – Mühlberg – Oberrad – Offenbach Stadtgrenze | 10 min (werktags) 15 min (sonn-/feiertags) |

An dieser Station halten ebenfalls Busse der Frankfurter Stadtbuslinie 46 (Museumsuferlinie, wurde zum 9. Dezember 2018 faktisch eingestellt) sowie der Nachtbuslinien n62 und n63.